# Drumanargh

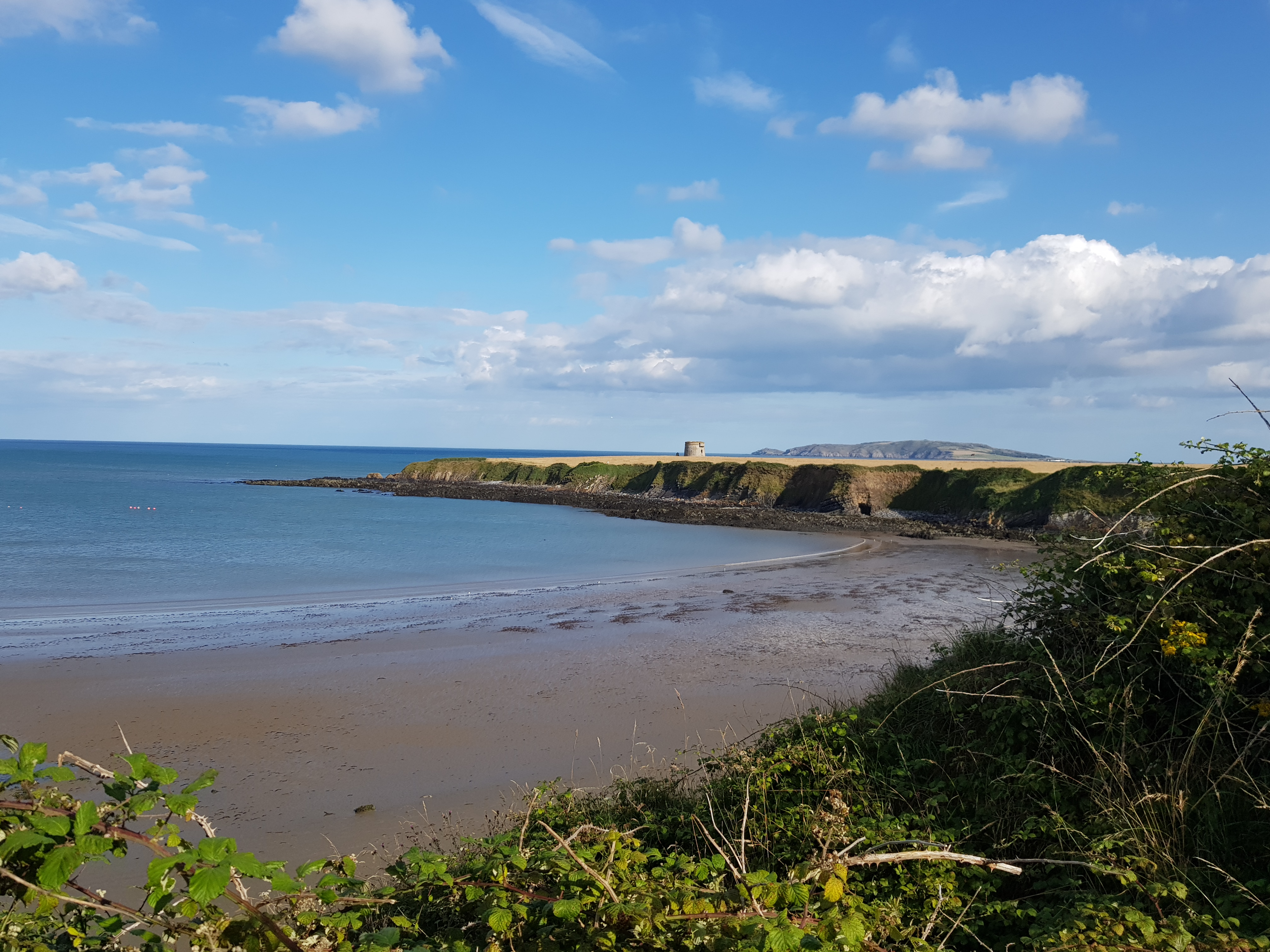
Il promontorio di Drumanargh visto dalla spiaggia di Loughshinny; al centro, una martello tower

Drumanagh (detto anche "Drumanargh") è un promontorio fortificato situato a circa 20 km a nord di Dublino, dove sono stati rinvenuti reperti archeologici di origine romana. Viene da alcuni considerato un possibile forte romano che confermerebbe la presenza romana in Irlanda.

## Caratteristiche
Drumanagh è un piccolo promontorio di circa 900 metri di penetrazione verso il mare ed oltre 190 metri di larghezza. Ha una superficie di circa 4 ettari, includendo le scogliere.
È circondato da scogliere e dirupi sul versante marittimo e conserva tracce di un piccolo fossato verso la terraferma, rinforzato con murature in pietra.
Al centro si trova una martello tower costruita a fine Settecento, con una piccola strada d'accesso.
Rilevamenti aerofotogrammetrici non hanno evidenziato strutture di forti od accampamenti romani, anche se i sostenitori di questa ipotesi pensano che l'erosione marina potrebbe aver ridotto la dimensione del promontorio, distruggendo possibili evidenze di quelle strutture.

## Storia

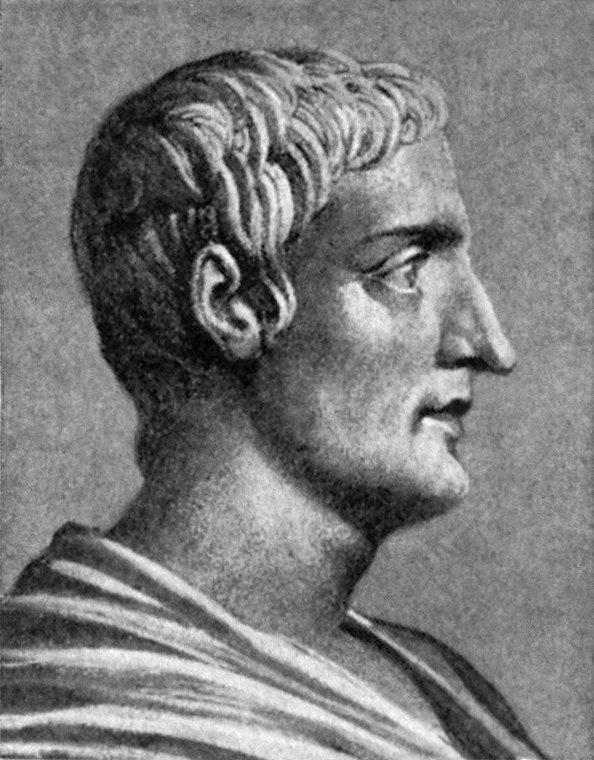
Publio Cornelio Tacito scrisse che Giulio Agricola nell'82 "attraversò il mare ed assoggettò popoli sconosciuti ai Romani"

La supposta radice "ruman" del nome D(ruman)argh lascerebbe sottintendere un riferimento ai Romani, anche se il nome potrebbe venire dall'antico celtico Droim Meánach.
L'ipotetico forte, potrebbe essere stato usato da Giulio Agricola per una spedizione esplorativa in Irlanda nel primo secolo d.C.
Nell'area del promontorio sono stati rinvenuti artefatti e gioielleria di fattura romana, conservati nel "National Museum of Ireland", insieme a monete romane con effigie degli imperatori Tito, Traiano e Adriano. Questi ritrovamenti suggerirebbero una presenza o frequentazione romana del sito, dal 79 al 138.
Recenti scavi archeologici in Irlanda hanno portato alla luce numerosi manufatti romani e romano-britannici nella costa meridionale ed orientale dell'antica Hibernia (come veniva chiamata dai Romani l'attuale Irlanda). Il che conferma una continua interrelazione, quantomeno commerciale, nei primi secoli dopo Cristo tra Irlanda ed Impero Romano.
(Roman Ireland: What did the Romans ever do for us?)
Altri autoricredono che vi possa essere stata una spedizione militare sostenuta da Giulio Agricola per creare un regno alleato in Hibernia. Infatti Tacito scrisse che un capo irlandese (forse Tuathal) fu ospite di Agricola, il quale stimava che gli sarebbe bastata una legione romana ed alcune coorti ausiliarie per assoggettare l'Hibernia.
In molti siti associati al capo irlandese Tuathal Techtmar, come Tara e Clogher sono stati ritrovati reperti romani.
Warner e Hughes credono che vi possa essere stata un'altra campagna militare romana in Hibernia, guidata dal governatore della Britannia, Maximus, nel 225. Questa invasione sarebbe iniziata con l'occupazione del Leinster (la regione irlandese dove si trova Drumanagh) e avrebbe portato alla creazione della Rocca di Cashel (Cashel proverrebbe dal latino "castrum"), attualmente un'importante città della contea di Tipperary.